# Jane Moran

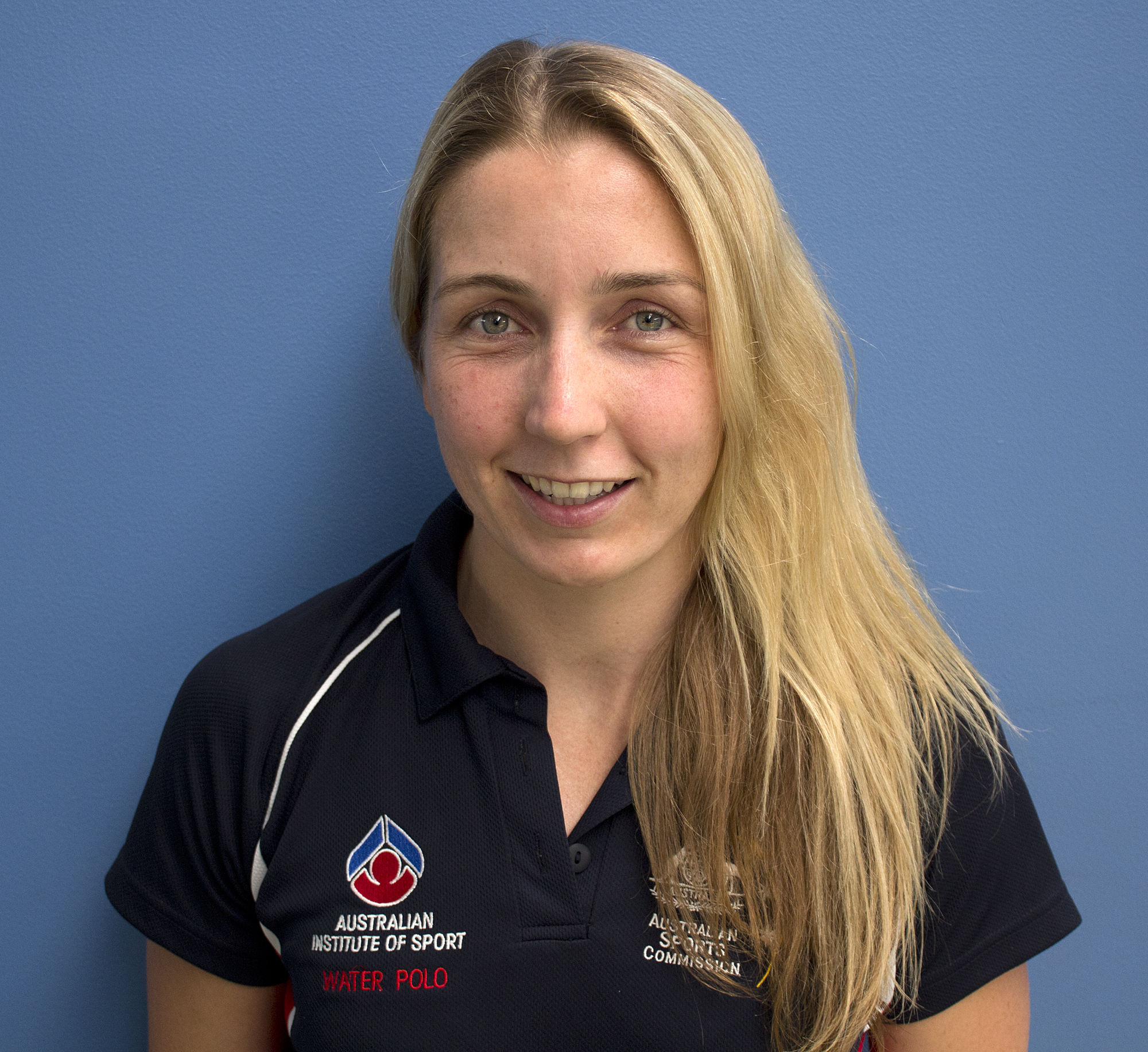

Jane Moran (nacida el 6 de junio de 1985) es una jugadora de waterpolo de Australia. Ella ganó una medalla de oro en la Copa de 2011 de Canadá y una medalla de plata en la Copa del Mundo FINA 2010. Formó parte del equipo nacional júnior de Australia que compitió en el Campeonato del Mundo Junior 2005 celebrado en Perth, Australia Occidental. Ella recibió su primera convocatoria a selección absoluta de Australia con el fin de competir en el Campeonato Mundial de 2005 celebrada en Canadá, y también fue invitada a participar en un campamento de entrenamiento de 2007 para los jugadores que podrían ser seleccionados para los Juegos Olímpicos 2008, que fue considerada para ese equipo, pero no lo logró. También ha sido elegida para representar a Australia en los Juegos Olímpicos de Verano 2012 como una miembro del equipo nacional de Australia. En el ámbito del club, juega en la Liga Nacional Australiana de Waterpolo.

## Vida personal
Moran nació en 1985, en Murwillumbah, pero creció en Ashgrove, Queensland, pero nació en Nueva Gales del Sur. En 2005, ella estaba viviendo en Brisbane, Queensland. En 2007, su padre murió justo antes de que se suponía que iba a dejar de asistir al campamento de entrenamiento del equipo nacional para los Juegos Olímpicos de Verano de 2008. Ella es una exalumna de la Universidad de Queensland, y recibió su licenciatura en Ingeniería en 2003-2006.